# The House of the Rising Sun
The House of the Rising Sun (bzw. House of the Rising Sun) ist ein amerikanischer Folk-Song, der 1964 in der Fassung der britischen Band The Animals zum Hit wurde. 1970 brachte die Hard-Rock-Band Frijid Pink eine weitere Version heraus und machte das Stück damit zu einem der wenigen Songs, die in zwei verschiedenen Fassungen zum Millionenseller wurden.

## Hintergrund
Ein Haus „Rising Sun“ wurde 1821 in der Zeitung Louisiana Gazette erwähnt. Später galt das im Lied besungene Haus lange als ein fiktiver Ort. 
Um 1990 wurde jedoch bei der Sanierung eines Hauses im historischen French Quarter ein Wandgemälde freigelegt, das zu der Annahme führte, dies sei das gesuchte Haus. Es handelt sich um das heutige Hotel Villa Convento, 616 Ursuline Avenue, ein dreistöckiges kreolisches Stadthaus, das 1833 von der Witwe Louise Forstall Poeyfarre als Wohnsitz erbaut wurde. Ihr Ehemann hatte das Grundstück noch zu Lebzeiten von den Ursulinen-Nonnen erworben. Von den Balkonen des Gebäudes aus kann man noch das alte Ursulinenkloster sehen, das älteste Gebäude im Mississippi-Tal.
Nach der Freilegung des Gemäldes fand in dem Haus ein improvisiertes Konzert statt, bei dem Eric Burdon persönlich auftrat. Nach seinen Schilderungen befindet sich das Gemälde an der Decke eines Raumes und stellt „eine von drei kleinen Engeln umringte goldene Sonne“ dar. Ob sich in dem Haus vorübergehend ein Bordell befand, wie es der Text des Liedes suggeriert, ist allerdings nicht dokumentiert. 
Eine andere Vermutung bezieht sich auf ein kurzlebiges Hotel in der Conti Street, ebenfalls im French Quarter gelegen, das 1822 niederbrannte. Dort fanden 2005 archäologische Grabungen statt, bei denen Überreste von Keramik-Schminktöpfchen gefunden wurden, die zu der Zeit oft Prostituierten als Rougebehälter dienten und auf eine Nutzung als Bordell hinweisen könnten.

## Entstehung

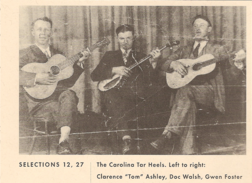
Clarence Ashley (links) und Gwen Foster (rechts), um 1930

Wie bei vielen überlieferten Folksongs sind auch bei diesem die Herkunft und der Ursprung umstritten. Die älteste bekannte Aufnahme unter dem Titel Rising Sun Blues stammt von Clarence Ashley & Gwen Foster und wurde am 6. September 1933 für das Vocalion-Label eingespielt (#2576). Ashley meinte sich später zu erinnern, das Lied bereits von seinem Großvater Enoch Ashley gelernt zu haben. Dass sich diese Version aus der am 15. November 1928 aufgenommenen Fassung The Risin’ Sun von Texas Alexander (Okeh #8673) entwickelt haben soll, ist höchst unwahrscheinlich, weil diese weder textliche noch melodische Gemeinsamkeiten aufweist. Der Musikforscher Alan Lomax meinte Ähnlichkeiten mit dem britischen Folksong The Unfortunate Rake und der Folkballade Matty Groves, die erstmals 1658 in Wit and Drollery notiert wurde, zu hören. Die Folkballade, die ehebrecherische Vorgänge schildert, wurde bereits 1613 in einem Theaterdrama von Francis Beaumont und John Fletcher unter dem Titel Knight of the Burning Pestle zitiert. Englische Siedler brachten diese Melodie später in die USA.
Homer Callahan nahm den Song als Rounder’s Luck am 11. April 1935 auf, gefolgt von Georgia Turner. Die 16-jährige Bergarbeiterstochter Georgia Turner und den Harmonika-Spieler Ed Hunter nahm Alan Lomax während seiner Reise am 15. September 1937 im abgelegenen Middlesboro in Kentucky auf. Hier hielt Lomax den Song mit einem Direktplattenaufnahmegerät fest und registrierte ihn in seinem 1941 erschienenen Buch Our Singing Country als The Rising Sun Blues, geschrieben von Georgia Turner und Bert Martin.

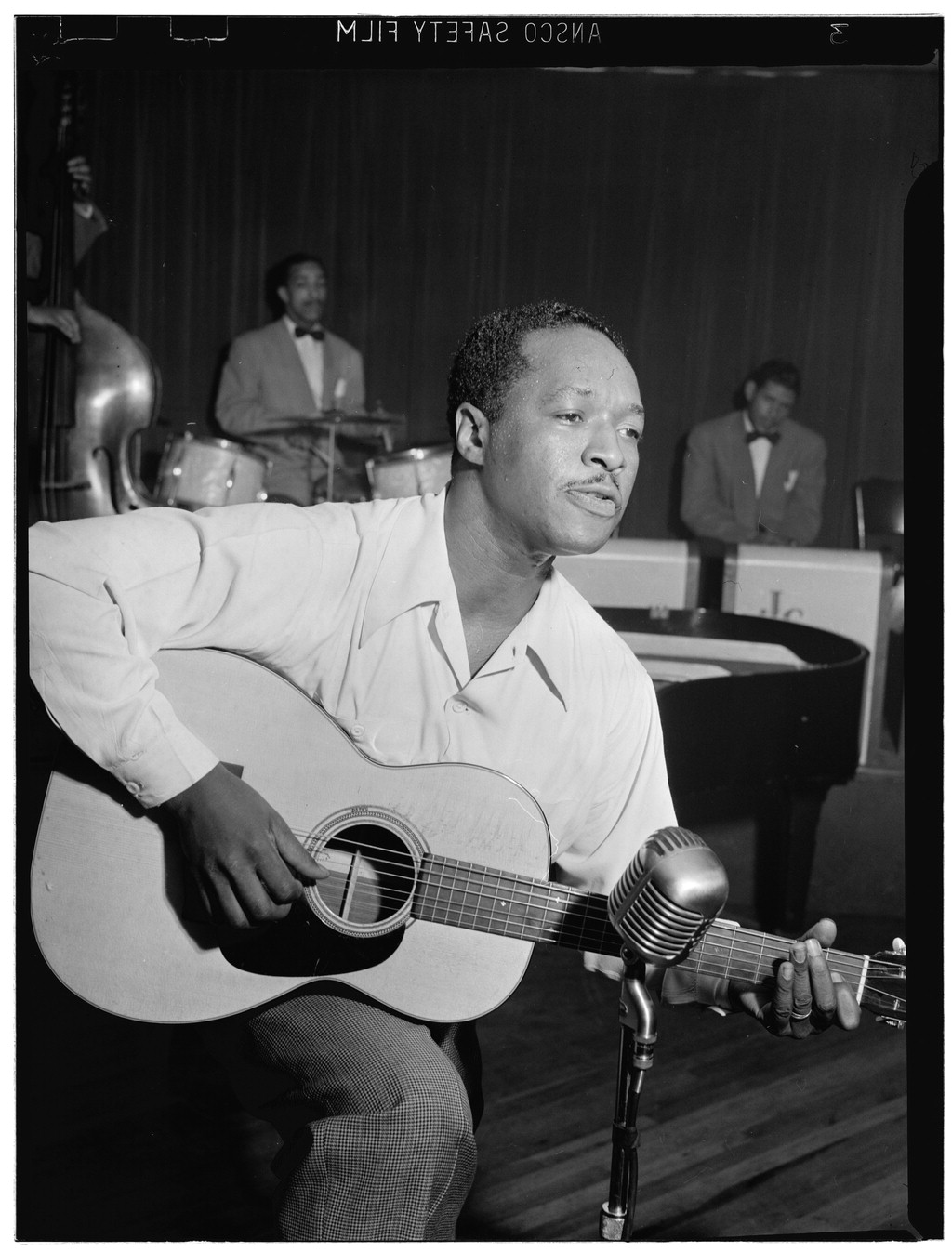
Josh White, 1946, Foto von William P. Gottlieb

Josh White – House of the Rising Sun

Eine weitere Entwicklung nahm der Blues bei Roy Acuff & His Smoky Mountain Boys, die die erste kommerzielle Aufnahme vom 3. November 1938 mit dem Titel The Rising Sun im Country-Stil auf den Markt brachten. Bei Josh White, einem aus South Carolina stammenden afroamerikanischen Musiker, wurde der Song erstmals ersichtlich House of the Rising Sun tituliert. White ging mit Libby Holman im März 1941 für die 3-teilige LP Blues Till Dawn (Decca) ins Studio und nahm den Song für die LP auf. Die Mercury-LP Strange Fruit (übernommen vom 1948 liquidierten Label Keynote) erwähnt, dass der Titel in New York am 10. November 1944 aufgenommen worden sei. Keynote hat den Song im Jahre 1942 als Single mit der A-Seite Evil Hearted Man (Keynote 542) herausgebracht, sodass es naheliegt, dass White den Titel mehrfach aufgenommen hatte. Es existiert eine von ihm gesungene Version und eine von der Theaterchanteuse Libby Holman gesungene Fassung mit Gitarrenbegleitung Whites. Eine weitere Version von Josh White findet sich bei Metronome Records, die jedoch erst im Sommer 1949 gegründet wurden.
Weitere bedeutende frühe Interpreten waren Leadbelly (12. Mai 1945 und 15. Juni 1948), Pete Seeger (1958), Joan Baez (1960) und Miriam Makeba (1960). Dave van Ronk spielte den Song mit einer geänderten Akkordfolge. In der Dokumentation No Direction Home – Bob Dylan berichtet er, dass Bob Dylan diese Version von ihm übernommen habe, die am 20. November 1961 in den Columbia Studios New York aufgenommen wurde und auf der LP Bob Dylan am 19. März 1962 auf den Markt kam.

## Version der Animals

Animals – The House of The Rising Sun

Die Animals hatten sich bei ihrer Fassung an der Bob-Dylan-Version orientiert, um bei Auftritten mit dieser Folk-Version aufzufallen und sich von dem Rock ’n’ Roller Chuck Berry abzuheben, mit dem sie sich gerade auf Tournee befanden. Am 17. Mai 1964 unterbrachen sie ihre Tournee in Liverpool, um am nächsten Tag in London Platten aufzunehmen. Die Animals hatten den derben Originaltext entschärft und dem Song eine Bluesfassung verliehen. In der Besetzung Eric Burdon (Gesang), Alan Price (Orgel), Chas Chandler (Bass), Hilton Valentine (Gitarre) und John Steel (Schlagzeug) hatte ihr Musikproduzent Mickie Most für den 18. Mai 1964 die relativ kleinen De Lane Lea Studios am Kingsway gebucht.
Die Animals entschieden sich für das 6/8-Metrum, obwohl das Original im 4/4-Takt gehalten war. Der lediglich in einem Take aufgenommene Titel begann mit dem charakteristischen Gitarren-Arpeggio in a-Moll von Valentine, der Instrumentalteil wird beherrscht von der von Alan Price gespielten pulsierenden Vox-Continental-Orgel. Obwohl sie bei dem EMI-Tochterlabel Columbia Records unter Vertrag standen und ihnen deshalb als Gruppe die Abbey Road Studios zur Verfügung standen, bevorzugten sie die De Lane Lea Studios. Nach einer halben Stunde verließen sie bereits wieder die Studios, sodass sie weniger als vier Pfund Studiokosten zu bezahlen hatten. Produzent Most, der nichts zur Aufnahme beitragen konnte, wollte den Titel zunächst nicht aufnehmen, aber ließ sich dann widerwillig darauf ein.
Veröffentlicht im Juni 1964 (USA im August 1964) als Columbia #DB-7301 mit einer für damalige Verhältnisse ungewöhnlich langen Spieldauer von 4:29 Minuten, erreichte die Single am 9. Juli 1964 den ersten Rang der britischen, am 5. September 1964 den ersten Platz der US-Hitparade, den sie für eine bzw. drei Wochen innehatte. Bereits im September 1964 erhielten sie während ihrer US-Tournee eine Goldene Schallplatte. In den USA war es der erste Tophit der British Invasion jenseits der Beatles. Es war die zweite Single der Animals und blieb ihre einzige Nummer eins.
Da sich Organist und Arrangeur Alan Price ohne das Wissen seiner Bandkollegen als alleiniger Urheber von Songtext und Musik des Stücks The House of the Rising Sun bei der englischen Gesellschaft für Verwertungsrechte eintragen ließ, flossen fortan die Tantiemen daraus einzig an Musiker Price, ohne seine Mitmusiker finanziell zu beteiligen. In dem Dokumentarfilm Eric Burdon – Rock'n'Roll Animal von Filmemacher Hannes Rossacher aus dem Jahre 2019 erklärt Sänger Eric Burdon: „Bis heute träume ich davon, wie ich ihn foltere und umbringe und ihn anschließend in die Themse werfe […] Aber weil die Leute den Song so sehr lieben, muss ich ihn bei jeder Show bis an mein Lebensende singen und werde gleichzeitig übers Ohr gehauen, denn das Geld bekommt jemand anderes.“

### Chartplatzierungen
| ChartsChartplatzierungen       | Höchstplatzierung | Wochen/ Monate |
| ------------------------------ | ----------------- | -------------- |
| Deutschland (GfK)              | 9 (5 Mt.)         | 5 Mt.          |
| Vereinigte Staaten (Billboard) | 1 (11 Wo.)        | 11 Wo.         |
| Vereinigtes Königreich (OCC)   | 1 (29 Wo.)        | 29 Wo.         |

| ChartsJahrescharts (1964)      | Platzierung |
| ------------------------------ | ----------- |
| Vereinigte Staaten (Billboard) | 38          |

### Auszeichnungen für Musikverkäufe
| Land/Region                  | Auszeichnungen für Musikverkäufe (Land/Region, Auszeichnung, Verkäufe) | Verkäufe  |
| ---------------------------- | ---------------------------------------------------------------------- | --------- |
| Dänemark (IFPI)              | Platin                                                                 | 90.000    |
| Italien (FIMI)               | Platin                                                                 | 50.000    |
| Neuseeland (RMNZ)            | 3× Platin                                                              | 90.000    |
| Spanien (Promusicae)         | Gold                                                                   | 30.000    |
| Vereinigtes Königreich (BPI) | 2× Platin                                                              | 1.200.000 |
| Insgesamt                    | 1× Gold · 7× Platin ·                                                  | 1.460.000 |

## Version von Frijid Pink

Frijid Pink – House of the Rising Sun

Im Januar 1970 erschien die verzerrte und übersteuerte Coverversion der amerikanischen Hard-Rock-Band Frijid Pink, produziert von Michael Valvano. Dieser musste einen langdauernden Rechtsstreit um die Arrangeursrechte des Stücks mit Frijid Pink führen. Die Aufnahme überschritt mit einer Spieldauer von 4:44 Minuten sogar noch die Animals-Version und erreichte Rang sieben in den USA und den vierten Platz in Großbritannien. Sie verkaufte sich ebenfalls über eine Million Mal und wurde deshalb im September 1970 gleichfalls mit der Goldenen Schallplatte ausgezeichnet.

### Chartplatzierungen
| ChartsChartplatzierungen       | Höchstplatzierung | Wochen |
| ------------------------------ | ----------------- | ------ |
| Deutschland (GfK)              | 1 (9 Wo.)         | 9      |
| Österreich (Ö3)                | 3 (8 Wo.)         | 8      |
| Schweiz (IFPI)                 | 2 (11 Wo.)        | 11     |
| Vereinigte Staaten (Billboard) | 7 (13 Wo.)        | 13     |
| Vereinigtes Königreich (OCC)   | 4 (16 Wo.)        | 16     |

| ChartsJahrescharts (1970) | Platzierung |
| ------------------------- | ----------- |
| Deutschland (GfK)         | 10          |

### Auszeichnungen für Musikverkäufe
| Land/Region               | Auszeichnungen für Musikverkäufe (Land/Region, Auszeichnung, Verkäufe) | Verkäufe  |
| ------------------------- | ---------------------------------------------------------------------- | --------- |
| Deutschland (BVMI)        | Gold                                                                   | 500.000   |
| Vereinigte Staaten (RIAA) | Gold                                                                   | 1.000.000 |
| Insgesamt                 | 2× Gold ·                                                              | 1.500.000 |

## Textvergleich
| Der traditionelle Liedtext (von Lomax aufgenommen) | Songtext von The Animals |
| --- | --- |
| There is a house in New Orleans, They call the Rising Sun. It's been the ruin of many poor girl, And me, O God, for one. If I had listened what Mamma said, I'd been at home today. Being so young and foolish, poor boy, Let a rambler lead me astray. Go tell my baby sister Never do like I have done To shun that house in New Orleans They call the Rising Sun. My mother she's a tailor; She sold those new blue jeans. My sweetheart, he's a drunkard, Lord, Drinks down in New Orleans. The only thing a drunkard needs, Is a suitcase and a trunk. The only time he's satisfied, Is when he's on a drunk. Fills his glasses to the brim, Passes them around. Only pleasure he gets out of life, Is hoboin' from town to town. One foot is on the platform, And the other one on the train. I'm going back to New Orleans, To wear that ball and chain. Going back to New Orleans, My race is almost run. Going back to spend the rest of my life, Beneath that Rising Sun. | There is a house in New Orleans They call the Rising Sun And it's been the ruin of many a poor boy And God I know I'm one My mother was a tailor She sewed my new bluejeans My father was a gamblin' man Down in New Orleans Now the only thing a gambler needs Is a suitcase and a trunk And the only time he's satisfied Is when he's on and drunk Oh mother tell your children Not to do what I have done Spend your lives in sin and misery In the House of the Rising Sun Well, I got one foot on the platform The other foot on the train I'm goin' back to New Orleans To wear that ball and chain Well, there is a house in New Orleans They call the Rising Sun And it's been the ruin of many a poor boy And God I know I'm one |

## Weitere Versionen
House of the Rising Sun wurde insgesamt mehr als 300 Mal gecovert (Stand 2023). Die Versionen erfassen viele Musikstile, von Blues und Jazz über Balladen und Country-Musik bis hin zu Hard-Rock- und Disco-Versionen.
- Woody Guthrie (1945)
- Pete Seeger (1958)
- Joan Baez (1960 auf Joan Baez, 1967 als Single House of the Rising Sun)
- Johnny Hallyday – Le pénitencier (1961 als Single), Das alte Haus in New Orleans (1964)
- Nina Simone (1962 auf At the Village Gate)
- Manfred Krug (1965 als Es steht ein Haus in New Orleans auf der gleichnamigen Single)
- Benny Quick (1965)
- The Barbarians (1965 auf The Barbarians)
- Tim Hardin (1967 auf This Is Tim Hardin)
- Udo Jürgens (1967 auf Was ich dir sagen will)
- Henry Mancini (1967 auf Mancini ´67)
- Orchester Günter Gollasch (1969 als Es steht ein Haus in New Orleans)
- Jimi Hendrix (1970 auf Love & Peace)
- James Last (1970 auf With Compliments, 1978 auf Non Stop Dancing 78)
- Geordie (1973 als Single House of the Rising Sun, 1974 auf Don’t Be Fooled by the Name)
- Leslie West (1975 auf The Great Fatsby)
- Peter Thomas Sound Orchestra (1976 auf Sound News)
- Santa Esmeralda (1977 als Single)
- Dolly Parton (1980 als Single und auf 9 to 5 and Odd Jobs)
- Alan Price (1980 als Single)
- Gunter Gabriel (1981 als Es steht ein Haus in West-Berlin auf der gleichnamigen Single)
- Peter Hofmann (1982 auf Rock Classics)
- Eric Burdon (1983 auf Power Company)
- Adolescents (1987 auf Brats in Battalions)
- Erste Allgemeine Verunsicherung (EAV) – Es steht ein Haus in Ostberlin (1989 als Single unter dem Namen Ossi Ost-Born und 1990 auf Neppomuk’s Rache)
- Printed at Bismarck’s Death (1991 auf Via Lacrimosa)
- Tracy Chapman (1990 auf dem Sampler Rubáiyát (Elektra's 40th Anniversary), 1992 auf Bang Bang Bang und Dreaming on a World)
- Sinéad O’Connor (1994 auf Fire on Babylon)
- BTO (1996 auf Trial by Fire)
- Sentenced (1998 auf Frozen)
- Doc Watson (1999 auf Third Generation Blues)
- Evereve (1999 auf Regret)
- Gunter Gabriel – Es steht ein Haus im Kosovo (2000)
- Muse (2002 auf 20 Best of War Child)
- Toto (2002 auf Through the Looking Glass)
- Helmut Lotti (2003 auf Pop Classics in Symphony)
- Declan Galbraith (2006)
- K.I.Z – Neuruppin (2007 auf dem Album Hahnenkampf)
- Walls of Jericho (2008 auf Redemption)
- Pooh (2008 als La casa del sole auf Beat Regeneration)
- Absurd (2010 auf der Wiederveröffentlichung von Facta Loquuntur)
- The Gaslight Anthem (2011 auf iTunes Session)
- The White Buffalo (2011 auf Sons of Anarchy)
- Lauren O’Connell (2013 auf American Horror Story, Staffel 3: Coven)
- Five Finger Death Punch (2013 auf The Wrong Side of Heaven and the Righteous Side of Hell, Volume 2)
- Wilbert Eckart und seine Volksmusik-Stars (2014, Soundtrack zum Spiel Wolfenstein: The New Order; trotz des Titels House of the Rising Sun deutschsprachig [Es steht ein Haus in Neu-Berlin])
- Krokus (2016 auf House of the Rising Sun – Single)
- Alt-J (2017 auf Relaxer)
- Ramin Djawadi (2017 auf Westworld – Music from the HBO Series – Season 1, CD 2, instrumental)
- Günter Stössel, Dou schdäihd a Haus in Gostenhuf

## Auszeichnung
House of the Rising Sun erhielt einen BMI-Award.